# 102 (映画)
『102』（ワンオーツー、原題：102 Dalmatians）は、2001年制作のアメリカ映画。『101』の続編。ストーリーはオリジナル。主演は前作同様クルエラ役のグレン・クローズが務めている。
日本では2001年3月10日より日劇プラザ（現・TOHOシネマズ日劇スクリーン3）ほか全国ロードショー。同年9月19日にVHSとDVDのレンタルが開始。10月17日にスペシャル・エディション（特別版）のDVDが発売されている。映画ポスターなどのキャッチコピーは「ロンドンからパリへ—クルエラに捕まった101匹の仲間を救え!」。

## ストーリー
前作から3年後、クルエラ・デ・ビルが仮出獄し、心理操作で毛皮を忌み嫌う愛犬家「エラ」として生まれ変わり、立ち退きを余儀なくされた捨て犬ホーム『セカンドチャンス』を買い取って支援したり、ドッグショーを開催する等、愛犬家としてあらゆる活動を繰り広げていた。
一方、クルエラの保護観察官クロエ・サイモンが飼っている3匹の子ダルメシアンの一匹、オッド・ボールは、ダルメシアンなのだが1つもブチがないことを悩んでいた。
しかしクルエラの受けた治療には、ビッグ・ベンの時計塔の鐘の音によって元に戻ってしまうという欠陥があり、実際にその事態が起こる。
かつての自分に戻った彼女は、再びダルメシアンの毛皮でコートを作ろうと目論み、自身の旧知の仲である毛皮専門のファッションデザイナーのジャン＝ピエール・ルペルと結託する。彼女は執事のアロンゾに命じて犬泥棒をさせ、その罪を『セカンドチャンス』の責任者のケヴィン・シェパードになすりつける。
オッドは自分を犬だと信じ込むコンゴウインコのワドルスワースを中心にセカンドチャンスに収容されている動物たちや、クルエラの飼い犬のフラッフィー、さらにはケヴィンやクロエ、そして自らの意志でクルエラを裏切ったアロンゾといった人間たちの協力を受け、クルエラに捕まった親兄弟を無事に助け出し、クルエラはルペル共々逮捕される。
事件が解決してから暫く経ったある日、クルエラの支援で改装される以前の姿に戻した『セカンドチャンス』にアロンゾとフラッフィーがやって来ると、裁判所からの命令でクルエラの個人資産である800万ポンドが寄付され、オッドには念願のブチ模様が出てくるのだった。

## 登場キャラクター

### 主要キャラクター
クルエラ・デ・ビル
前作から3年後、パプロブ博士の治療で毛皮を忌み嫌い、犬を愛する善良な愛犬家のエラとして生まれ変わり、裁判所から「再犯した場合、個人資産の800万ポンドを捨て犬ホームに全額寄付する」ことを条件に仮釈放を受ける。しかし治療上の欠陥により元のクルエラに戻ってしまう。
エラ・デ・ビル
犬を愛する善良な愛犬家に生まれ変わったクルエラ。毛皮と本名を忌み嫌い、「エラ」と名乗っている。
本来のクルエラとは全く正反対な心優しいおしとやかな性格で、立ち退きを余儀なくされた『セカンドチャンス』を買い取って支援したり、ドッグショーを開催する等、愛犬家としてあらゆる活動の幅を広げていた。しかし、ビッグ・ベンの鐘の音による治療上の欠陥で元のクルエラに戻ってしまう。
オッド・ボール
本作の主人公にあたる、雌のダルメシアン。愛称「オッドちゃん」。
ダルメシアンであるが、ダルメシアンの特徴であるブチ模様がないため、それを強くコンプレックスに持っている。故に白と黒のブチ模様には何より敏感であり、それが元で度々騒動を引き起こしてしまう。加えて、クルエラにはネズミ呼ばわりされた。
クルエラに捕まった家族や子犬たちを助けるべく、ワドルスワースと共に奮闘する。事件解決後、遂に念願のブチ模様が出てきた。

### クルエラの関係者
アロンゾ
クルエラの執事。クルエラが逮捕されて以来はただ一人彼女の面会に訪れ、仮釈放された際も彼女の迎えに訪れ、フラッフィーをプレゼントした。
当初はクルエラの命令で犬泥棒を行うものの、次第にエスカレートしていく彼女の暴走についていけなくなり、自らの意思でクルエラを裏切った。事件解決後、クルエラの更生を気長に待つことを宣言しつつ、ケヴィンにクルエラの個人資産である800万ポンドを寄付し、ケヴィン達とは和解に至った。
前作では序盤のみの登場であったが、本作では自身を見下したり工場の職人達を虐げるルペルを撃退して職人達から感謝されたり、地下に閉じ込められたケヴィン達を助ける等、活躍の場を多く見せた。
ジャン＝ピエール・ルペル
毛皮専門のファッションデザイナー。しかし動物愛護団体からは目の敵にされており、開催していたファッションショーで毛皮反対派のデモ隊による過激な襲撃を受けてしまった。クルエラとは旧知の仲で、彼女に憧れていたことに加え、元はイタチの密猟者だったらしい。
パリに秘密の工場を持つが、工場で働いている職人達は薄給な上、ルペルから殆どぞんざいな扱いを受けており、アロンゾがルペルを撃退した際は全員がアロンゾを称えて拍手を送った。
フラッフィー
アロンゾが仮釈放されたクルエラにプレゼントしたチャイニーズ・クレステッド・ドッグ。クルエラがエラであった頃から全く懐いておらず、中盤ではクルエラに幽閉されたクロエを手助けした。

### オッドの家族とその飼い主
クロエ・サイモン
ディップスティックとドッティー、オッドたち3匹の子犬の飼い主で、クルエラの保護観察を務めることになった保護観察官。
人形劇での騒動でオッドを助けてもらったことをきっかけにケヴィンと惹かれ合う。一度はクルエラの策略で彼と引き離されるも、ケヴィンから真相を聞いて和解し、事件解決後に結ばれた。
ドミノ、リトル・ディッパー
オッドの兄弟にあたる、雄のダルメシアン。ドミノは白いブチ模様がついた黒い耳、リトル・ディッパーは父とそっくりの尻尾が特徴。
ディップスティック
前作に登場した15匹のダルメシアンの子犬の一匹。本作では立派な成犬に成長し、オッドたち3匹の子犬の父親になった。
ドッティー
雌のダルメシアン。ディップスティックの妻で、オッドたち3匹の子犬の母親。

### セカンドチャンス
ケヴィンとイワンが経営する捨て犬ホーム施設。問題があって捨てられたり、諸事情で飼えなくなった犬達を保護している。しかし度重なる経営難から立ち退きを余儀なくされるが、クルエラ（エラ）が買い取り、彼女の支援で豪華な改装を施された。クルエラが逮捕されたその後は改装以前の姿に戻り、アロンゾから彼女の個人資産である800万ポンドが寄付された。
ケヴィン・シェパード
捨て犬ホーム『セカンドチャンス』の責任者。情に厚い性格で、パートナーであるイワンや施設の犬達から信頼されている。
クルエラの保護観察官となったクロエに一目惚れし、人形劇での騒動でオッドを助けたことをきっかけに彼女と惹かれ合う。また、かつて実験用の犬を逃がす為に実験室に忍び込んだ過去があり、中盤ではその経歴をクルエラに利用され、犬泥棒の濡れ衣を着せられ逮捕されてしまう。しかしオッドたちの危機を知った際に留置所から脱走し、クロエと和解して子犬たちを助ける為に奮闘する。
事件の解決と同時に自身の無実が晴れた後にクロエと結ばれ、アロンゾからクルエラの個人資産である800万ポンドを寄付された。
ワドルスワース
自分を犬だと信じ込むコンゴウインコ。
お喋りな性格で、何故か自分を犬と思い込み、ロットワイラーを自称する。
当初は「犬は飛べない」と言って自分の羽で飛ぼうとしなかったが、中盤でオリエント急行を追いかけていたオッドを助けようとして無意識のうちに飛べるようになり、オッドを共に行動して彼女を手助けする。
ディガー
穴掘りが得意なボルゾイ。セカンドチャンスに来る以前はロンドン中の公園に穴を掘って公園から締め出されてしまった。
ドゥルーラー
常によだれを垂らしているブルマスチフ。
チョンプ
噛みつきが得意のボーダー・テリア。セカンドチャンスに来る以前は郵便屋さんに次々噛みついていた。
イワン
ケヴィンのパートナー。泥棒の前歴があり、クロエの保護観察下に置かれていた。

## キャスト
| 役名                     | 俳優                     | 日本語吹替                                                                   |
| ------------------------ | ------------------------ | ---------------------------------------------------------------------------- |
| クルエラ・デ・ビル       | グレン・クローズ         | 山田邦子                                                                     |
| ジャン＝ピエール・ルペル | ジェラール・ドパルデュー | 玄田哲章                                                                     |
| ケヴィン・シェパード     | ヨアン・グリフィズ       | 藤原啓治                                                                     |
| クロエ・サイモン         | アリス・エヴァンス       | 田中敦子                                                                     |
| アロンゾ                 | ティム・マッキナリー     | 塚田正昭                                                                     |
| イワン                   | ベン・クロンプトン       | 檀臣幸                                                                       |
| ワドルスワース（声）     | エリック・アイドル       | 島田敏                                                                       |
| トート                   | イアン・リチャードソン   | 大木民夫                                                                     |
| その他                   | N/A                      | 青野武 糸博 翠準子 石森達幸 津田英三 長島雄一 磯辺万沙子 河野智之 岩本裕美子 |
| 日本語版制作スタッフ     |                          |                                                                              |
| 演出                     | 演出                     | 向山宏志                                                                     |
| 翻訳                     | 翻訳                     | 石田泰子（字幕） 額田やえ子（吹替）                                          |
| 調整                     | 調整                     | 室克己                                                                       |
| 録音スタジオ             | 録音スタジオ             | アオイスタジオ                                                               |
| 録音制作                 | 録音制作                 | グロービジョン                                                               |
| 制作監修                 | 制作監修                 | 岡本企美子                                                                   |
| 日本語版制作             | 日本語版制作             | Disney Character Voices International, Inc.                                  |

## スタッフ
- 脚本：クリステン・バックリー、ブライアン・レーガン、ボブ・ズディッガー、ノニ・ホワイト
- 原案：クリステン・バックリー、ブライアン・レーガン
- 監督：ケヴィン・リマ
- 製作：エドワード・S・フェルドマン
- 原作：ドディー・スミス
- 撮影：エイドリアン・ビドル
- プロダクションデザイン：アッシュトン・ゴードン
- 編集：グレゴリー・パーラー
- ビジュアル・エフェクト・スーパーバイザー：ジム・ライジェル
- 衣裳デザイン：アンソニー・パウエル
- 音楽：デヴィッド・ニューマン
- 共同制作：ポール・タッカー、パトリシア・カー

## 関連商品
書物
- 『ディズニー名作アニメ（29） 102 ワン・オー・ツー』（斎藤妙子／構成・文、2001年3月12日発売、講談社）ISBN 4-06-266980-3
- 『ディズニーアニメ小説版（38） 102 ワン・オー・ツー』（アリス・ダウンズ／作、橘高弓枝／訳、2001年4月1日発売、偕成社）ISBN 4-03-791380-1

サウンドトラック
- 『「102」ソング・アルバム』（エイベックス・ディストリビューション、2001年2月15日発売）AVCW-12198

VHS
- 『102 字幕スーパー版』（発売元：ブエナ ビスタ ホーム エンターテイメント、販売元：ポニーキャニオン、2001年9月19日発売）VWRS-4303
- 『102 日本語吹替版』（発売元：ブエナ ビスタ ホーム エンターテイメント、販売元：ポニーキャニオン、2001年9月19日発売）VWRJ-4303

DVD
- 『102 スペシャル・エディション（特別版）』（ポニーキャニオン、2001年10月17日発売）VWDS-3084
  - 【特典映像】
    - 音声解説
    - メイキング・オブ・「102」（動物の役者たち）
    - クルエラ登場！
    - 「102」の舞台裏
    - 「102」視覚効果講座
    - 未公開シーン“クルエラの釈放”
    - アクション・ダイジェスト
    - ダルメシアンについて
- 『102 スペシャル・エディション（特別版）』（ブエナ ビスタ ホーム エンターテイメント、2003年1月17日発売）VWDS-3234
- 『102 スペシャル・エディション（特別版）』（ブエナ ビスタ ホーム エンターテイメント、2004年3月19日発売）VWDS-3512
- 『102 スペシャル・エディション（特別版）』（ブエナ ビスタ ホーム エンターテイメント、2005年9月21日発売）VWDS-4294
  - 【特典映像】
    - 音声解説
    - メイキング・オブ「102」
    - 「102」視覚効果講座
    - 未公開シーン“クルエラの釈放”
    - アクション・ダイジェスト
    - ダルメシアンについて

## その他
- Thunderpuss Feat. Jocelyn Enriquez - So Fabulous So Fierce (Freak Out)